# Siphonoglossa buchii
Siphonoglossa buchii là một loài thực vật có hoa trong họ Ô rô. Loài này được (Urb.) Hilsenb. miêu tả khoa học đầu tiên năm 1979.